# Antonio Saverio De Luca
Antonio Saverio De Luca (Bronte, 28 de outubro de 1805 - Roma, 28 de dezembro de 1883) foi um cardeal e arcebispo católico italiano. Ele era filho de Vincenzo De Luca e Francesca Saitta.

## Biografia
Estudou nos seminários de Monreale e Nápoles e grego e latim em Palermo. Ele então frequentou a Universidade de Louvain, na Bélgica, onde se formou em teologia em 1839.
Mudando-se para Roma, foi ordenado sacerdote em 10 de fevereiro de 1839.
Ocupou vários cargos nas instituições da Cúria Romana e em 1845 foi consagrado bispo e nomeado para liderar a sé episcopal de Aversa.
Em 1853 deixou a diocese de Aversa, foi nomeado arcebispo titular de Tarso e enviado à Baviera como núncio apostólico até 1856, quando se tornou núncio apostólico na Áustria, cargo que deixou quando o Papa Pio IX o elevou ao posto de cardeal na consistório de 16 de março de 1863, com o título de cardeal presbítero dos Santi Quattro Coronati.
Durante o período de sua nunciatura na Baviera teve também a tarefa de administrar o vicariato apostólico de Anhalt.
Em 1 de outubro de 1863 foi condecorado cavaleiro da Grã-Cruz da Ordem Real de Santo Estêvão da Hungria.
Participou do Concílio Vaticano I e do conclave de 1878 que elegeu o Papa Leão XIII.
Em 15 de julho de 1878 optou pelo título de cardeal bispo de Palestrina e também recebeu em comenda São Lourenço em Damaso. Em 13 de agosto foi nomeado prefeito da Sagrada Congregação de Estudos, cargo que ocupou até sua morte.
Morreu aos 78 anos e foi sepultado no Cemitério Verano, em Roma.

## Link externo
- Salvador Miranda. fiu.edu – The Cardinals of the Holy Roman Church (em inglês). Universidade Internacional da Flórida http://cardinals.fiu.edu/ Em falta ou vazio |título= (ajuda)
- Cheney, David M. «Antonino De Luca» (em inglês). Catholic-Hierarchy.org
- Biografische Webseite der Geburtsgemeinde, mit vielen Bildern des Kardinals (italienisch)